# Sonic, a sündisznó (film)
A Sonic, a sündisznó (eredeti cím: Sonic the Hedgehog) 2020-ban bemutatott amerikai–japán akció-kalandfilm, amely a Sega által kiadott Sonic the Hedgehog című videojáték-franchise alapján készült. A filmet Jeff Fowler rendezte (első rendezői debütálása). A forgatókönyvet Pat Casey és Josh Miller írta. A producerei Neal H. Moritz, Toby Ascher, Toru Nakahara és Takeshi Ito. A főszereplők Ben Swartz, mint Sonic hangja, Jim Carrey, mint Dr. Robotnyik, valamint James Marsden, Tika Sumpter, Natasha Rothwell, Adam Pally és Neal McDonough.
2013-ban a Sony Pictures megszerezte a franchise filmjogát, és 2014-re a Sega a Sammy japán székhelyű Marza Animation Planet stúdiójával együttműködve kidolgozott egy film-adaptációt. Fowlert 2016-ban felvették a film rendezésére. A Paramount Pictures 2017-ben megszerezte a projektet. A szereplők nagy része 2018 augusztusra írt alá a szerepekre. A film forgatására 2018 szeptember és október között került sor Ladysmith-ben és Parksville-ben, valamint Vancouver-szigeten és Brit Columbiában.
Eredetileg azt tervezték, hogy a film 2019. november 8-án jelenik meg az Amerikai Egyesült Államokban, ám az első előzetes bemutatásra negatív reakciók érkeztek, így a Paramount késleltette a filmet a Sonic újratervezése miatt. Az átalakítást egy új előzetesben mutatták be, a Sonic új megjelenése már elismerést kapott.
Világpremierje Los Angelesben volt 2020. január 25-én, az Amerikai Egyesült Államok mozijaiban február 14-én jelent meg. Magyarországon egy nappal hamarabb lett bemutatva, február 13-án az UIP-Dunafilm forgalmazásában.
A film dicséretet kapott az előadott teljesítményekért (különösen Jim Carrey), Sonic megtervezéséért és a forrásanyaghoz tartozó hűségért, ám kritikát kapott a cselekmény és az eredetiség hiánya. A film az Egyesült Államokban és Kanadában a videojáték-alapú film legnagyobb bevételt hozó megnyitóhétvégéjét produkálta, megelőzve a Pokémon – Pikachu, a detektív című filmet.

## Cselekmény
Sonic egy földönkívüli kék sündisznó, aki a saját világában is kivételesen gyorsan képes futni. Védelmezője Hosszúkarom, egy bagoly, aki arra ösztönzi Sonicot, hogy rejtse el a képességét, ám Sonic nem hallgat rá, emiatt mindkettejüket megtámadja egy hangyászsün törzs. Hosszúkarom ad egy zsáknyi gyűrűt Sonicnak, amikkel világok közötti portálokat képes létrehozni más bolygókra, beleértve a Földet is, ahová Sonicnak sikerül elmenekülnie.
Tíz évvel később, Sonic élvezi titkos életét a montanai Green Hills kisváros közelében, ám szeretne barátokat szerezni. Elkezdi bálványozni a helyi seriffet, Tom Wachowskit (James Marsden) és állatorvos feleségét, Maddie-t (Tika Sumpter), azonban nem tudja, hogy a pár arra készül, hogy hamarosan elköltözik San Franciscóba, mivel Tomot felvették az ottani rendőrségre.
Egy éjjelen Sonic nagyon magányos, amikor egyedül játszik baseballt, majd szuperszonikus sebességével elektromágneses impulzust vált ki, amely az összes energiát elveszi a Csendes-óceán északnyugati részén, így globális áramszünetet okoz több millió háztartásban. Ez felkelti a nemzetbiztonsági hivatal és a hadsereg figyelmét is.
Az őrült tudóst és feltalálót, Doktor Robotnyikot (Jim Carrey) nevezi ki az Amerikai Egyesült Államok Védelmi Minisztériuma a forrás megtalálására. Robotnyik rábukkan és nyomon követi Sonicot, aki Wachowskiék fészerében rejtőzik. Tom felfedezi Sonicot és lenyugtatja egy nyugtató lövedékkel. Sonic szeretne elmenekülni, ezért egy portált nyit, de csak arra van ereje, hogy a gyűrűket tartalmazó zacskót beledobja, így az San Francisco egyik legmagasabb épületének tetejére érkezik.
Tom vonakodva vállalja, hogy segít Sonicnak, még mielőtt Robotnyik megérkezik Wachowskiék házához, majd kocsival menekülnek San Francisco felé. Amikor a duó próbál minél távolabb kerülni Robotnyiktól, a galád férfi terroristának jelöli Tomot. Tom és Sonic kötődni kezdenek egymáshoz, miután Tom megtudja, hogy Sonic szeretne magának egy igazi barátot.
Robotnyik megszerzi Sonic egyik tüskéjét, és miután felfedezi a benne rejlő határtalan erőt, a mániájává válik Sonic elfogása és a szupersebességének kisajátítása. Miközben a sündisznó után nyomoz, Sonic tudomására jut, hogy Tom el akarja hagyni Green Hills-t, amivel nem ért egyet. A páros sikeresen legyőzi Robotnyik ellenük küldött masináit, ám egy robbanás során Sonic megsérül. San Francisco-ba érve, Tom megmutatja őt Maddie-nek, aki az első sokk után ellátja Sonic sérülését, Maddie unokahúga pedig ad egy pár új futócipőt Sonicnak, hogy könnyebben tudjon szaladni. Ezek után a Transamerica Pyramid tetejére mennek, ahol Sonic gyűrűi landoltak. Robotnyik felbukkan egy légpárnás hajóval és megtámadja őket, de Sonic az egyik gyűrűjével biztonságban visszajuttatja Tomot és Maddie-t Green Hills-be.
Sonic elmenekül Robotnyik elől, aki azonban Sonic tüskéjének erejét használja, hogy fel tudja venni a versenyt a sündisznó sebességével. Végigkergetik egymást a földgolyón, mígnem visszatérnek Green Hills-be, ahol Robotnyik kiüti Sonicot egy jól irányzott lövéssel. Tom közbeavatkozik és ökölharcba keveredik Robotnyikkal, amíg Sonic vissza nem szerzi az erejét. Az egyik gyűrűjével kaput nyit egy gombákkal benépesített bolygóra, és Tom segítségével száműzi oda Robotnyikot.
A történtek után Tom és Maddie úgy döntenek, mégis Green Hills-ben maradnak, és befogadják Sonicot az otthonukba. A kormány eltüntet minden bizonyítékot a történtekről, beleértve  a Sonic és Robotnyik létezését igazoló minden feljegyzést. Utóbbi azonban még most is életben van a gombabolygón, bár láthatóan teljesen megbolondult. A birtokában Sonic tüskéjével, tervet sző, hogy visszatérjen a Földre, és bosszút álljon Sonicon.
A stáblista alatti jelenetben láthatjuk, hogy megnyílik egy újabb portál Green Hills-ben, és kilép belőle Tails, a repülő róka Sonic világából, aki elszánt abban, hogy megkeresse Sonicot.

## Szereplők
| Szereplő                           | Színész                                                     | Magyar hang                                           | Leírás |
| ---------------------------------- | ----------------------------------------------------------- | ----------------------------------------------------- | --- |
| Dr. Ivo „Tojásfej” Robotnyik       | Jim Carrey                                                  | Kerekes József                                        | A film főgonosza; egy 300-as IQ-val rendelkező őrült tudós és feltaláló, aki Sonicot a szuper-sebességű képessége miatt követi, szeretné elkapni és felboncolni, hogy lássa, hogyan működik. Robotnyik gépeken keresztül akarja irányítani az emberiséget. |
| Thomas "Tom" Michael Wachowski     | James Marsden                                               | Miller Zoltán                                         | Green Hills seriffje, aki csatlakozni szeretne az SFPD-hez. Összebarátkozik Sonic-kal, és segítséget nyújt számára, hogy elmeneküljenek Robotnyik elől. |
| Maddie Wachowski                   | Tika Sumpter                                                | Bogdányi Titanilla                                    | Tom felesége, állatorvos. |
| Rachel                             | Natasha Rothwell                                            | Kokas Piroska                                         | Maddie nővére, aki ellenszenves sógorával, Tommal. Gyakran mondja Maddie-nek hogy váljon el tőle. |
| Wade Whipple                       | Adam Pally                                                  | Bozsó Péter                                           | Rendőrtiszt Green Hills-ben, Tom beosztottja. |
| Stone ügynök                       | Lee Majdoub                                                 | Varga Gábor                                           | Egy ügynök, aki Robotnyiknak dolgozik. |
| Bennington őrnagy                  | Neal McDonough                                              | Király Attila                                         | Egy katona, aki ellenszenves lesz Robotnyiknak. |
| Walters parancsnok                 | Tom Butler                                                  | Barbinek Péter                                        | Az Amerikai Egyesült Államok Védelmi Minisztériumának alelnöke. |
| Kattant Carl                       | Frank C. Turner                                             | Dézsy Szabó Gábor                                     | Egy öregember, aki többször látta Sonicot („kék ördög”-nek nevezi), de senki se hisz neki. |
| Jojo                               | Melody Nosipho Niemann                                      | Dolmány-Bogdányi Korina                               | Rachel lánya, Maddie unokahúga. |
| Pincérnő                           | Shannon Chan-Kent                                           | Hermann Lilla                                         | A pincérnő az egyik útmenti kocsmában, aki kisfiúnak nézi Sonicot. |
| Részeg                             | Brad Kelly                                                  | Bolla Róbert                                          | Verekedő melák a kocsmában. |
| A haditengerészet vezérkari főnöke | Garry Chalk                                                 | Karsai István                                         | Az Amerikai Egyesült Államok Védelmi Minisztériumának tagjai. |
| A légierő vezérkari főnöke         | Michael Hogan                                               | Németh Gábor                                          | Az Amerikai Egyesült Államok Védelmi Minisztériumának tagjai. |
| A hadsereg vezérkari főnöke        | Peter Bryant                                                | Papucsek Vilmos                                       | Az Amerikai Egyesült Államok Védelmi Minisztériumának tagjai. |
| Kislány a kocsiban                 | Bailey Skodje                                               | Kobela Kíra                                           | Gyerekek az autóba, akik a tabletért veszekedtek |
| Kisfiú a kocsiban                  | Dean Petriw                                                 | Sándor Barnabás                                       | Gyerekek az autóba, akik a tabletért veszekedtek |
| Apa a kocsiban                     | Jeff Sanca                                                  | Kapácsy Miklós                                        | Egy apa, aki rászolt a gyerekeire hogy ne veszekedjenek. |
| Recepciós                          | Bethel Lee                                                  | Lipcsey Colini Borbála                                | A Transamerica Pyramid-ban dolgozó recepciós. |
| Zimmer farmer                      | Terence Kelly                                               | Bácskai János                                         | Egy farmer Green Hills-ben. |
| Szereplő                           | Eredeti hang                                                | Magyar hang                                           | Leírás |
| Sonic, a sündisznó                 | Ben Schwartz (tinédzserként) Benjamin L. Valic (kölyökként) | Szabó Máté (tinédzserként) Mayer Marcell (kölyökként) | A film főhőse; egy kék színű sün. Egy másik világból érkezett, mert az előző világában a szuper ereje felkeltette egy hangyászsün törzs figyelmét. |
| Hosszúkarom                        | Donna Jay Fulks                                             | Peller Mariann                                        | Egy antropomorf bagoly, Sonic gondviselője a saját dimenziójában, egészen a haláláig. |
| Miles "Tails" Prower               | Colleen O'Shaughnessey                                      | Jéger Zsombor                                         | Egy sárga, kétfarkú repülő róka, Sonic barátja. A stáblista közbeni jelenetben tűnik fel. |
| Pachacamac                         | Nem szólal meg                                              | Nem szólal meg                                        | A hangyászsün törzs vezetője, aki el akarta kapni Sonickot, és ő lőtte le Hosszúkarmot. Ő eredetileg a Sonic Adventure-ben szerepelt. |

## Filmzene
| Zeneszámok listája | Zeneszámok listája                                 | Zeneszámok listája | Zeneszámok listája | Zeneszámok listája | Zeneszámok listája | Zeneszámok listája | Zeneszámok listája | Zeneszámok listája | Zeneszámok listája |
| #                  | Cím                                                | Hossz              |                    |                    |                    |                    |                    |                    |                    |
| ------------------ | -------------------------------------------------- | ------------------ | ------------------ | ------------------ | ------------------ | ------------------ | ------------------ | ------------------ | ------------------ |
| 1.                 | Meet Sonic (Before We Start I Gotta Tell You This) | 1:32               |                    |                    |                    |                    |                    |                    |                    |
| 2.                 | Welcome to Green Hills                             | 2:01               |                    |                    |                    |                    |                    |                    |                    |
| 3.                 | A Very Lonely Life                                 | 2:50               |                    |                    |                    |                    |                    |                    |                    |
| 4.                 | Dr. Robotnik                                       | 2:26               |                    |                    |                    |                    |                    |                    |                    |
| 5.                 | That Would Work                                    | 1:48               |                    |                    |                    |                    |                    |                    |                    |
| 6.                 | Is That a Drone                                    | 3:22               |                    |                    |                    |                    |                    |                    |                    |
| 7.                 | Things to Do Before I Die                          | 1:19               |                    |                    |                    |                    |                    |                    |                    |
| 8.                 | A Visit From the Doctor                            | 4:01               |                    |                    |                    |                    |                    |                    |                    |
| 9.                 | But I Will Always Be Faster                        | 4:19               |                    |                    |                    |                    |                    |                    |                    |
| 10.                | SF-Paris-Egypt-SF                                  | 3:18               |                    |                    |                    |                    |                    |                    |                    |
| 11.                | Skyscraper                                         | 3:24               |                    |                    |                    |                    |                    |                    |                    |
| 12.                | Not a Baby Bigfoot                                 | 3:27               |                    |                    |                    |                    |                    |                    |                    |
| 13.                | He Is My Friend                                    | 4:51               |                    |                    |                    |                    |                    |                    |                    |
| 14.                | A New Home                                         | 1:14               |                    |                    |                    |                    |                    |                    |                    |
| 15.                | Sonic the Hedgehog                                 | 3:15               |                    |                    |                    |                    |                    |                    |                    |
| 42:47              |                                                    |                    |                    |                    |                    |                    |                    |                    |                    |

## Kivágott jelenetek
- Eredetileg bővebb betekintést láthattunk ahogy Kattant Carl csapdákat alít fel, késő este az erdőbe hogy elkaphassa Sonic-kot (vagy ahogy ő hívja „kék ördög”).
- Szintén bővebb betekintést láthattunk ahogy Tom belépp a helyi kocsmába, kis beszélgetés után megjelenik Kattant Carl és elmondja hogy látta a „kék ördög-öt”. De senki se hitte el.
- A nyitójelenetbe mikor Sonic ereje felkeltette a hangyászsün törzs figyelmét, ő és bagoly nevelőanyja, Hosszúkarom elmenekültek előlük és eredetileg Hosszúkarom is a földre érkezik Sonic-kal együtt. Sonic és Hosszúkarom évekig a földön éltek, Sonic szeretne az emberekkel barátkozni, de Hosszúkarom óva intette őt hogy az emberek veszélyesek, és ha tudomást szereznek az erejéről, akkor megszerzik maguknak. Nemsokkál később Hosszúkarom eltávozott az élők sorábol.
- Miután Sonic összehaverkodot Ozzy-val (Tom és Maddie Golden retriever kutyájuk), Tom és Sonic hosszas beszélgetésbe kezdenek.
- Maddie nővére Rachel felhívja Wade-det, hogy panaszt tegyen Tom-ra, a tönkrement kocsi miatt. Nemsokkál később Wade flörtölni kezd Rachel-el.

## Fogadtatás

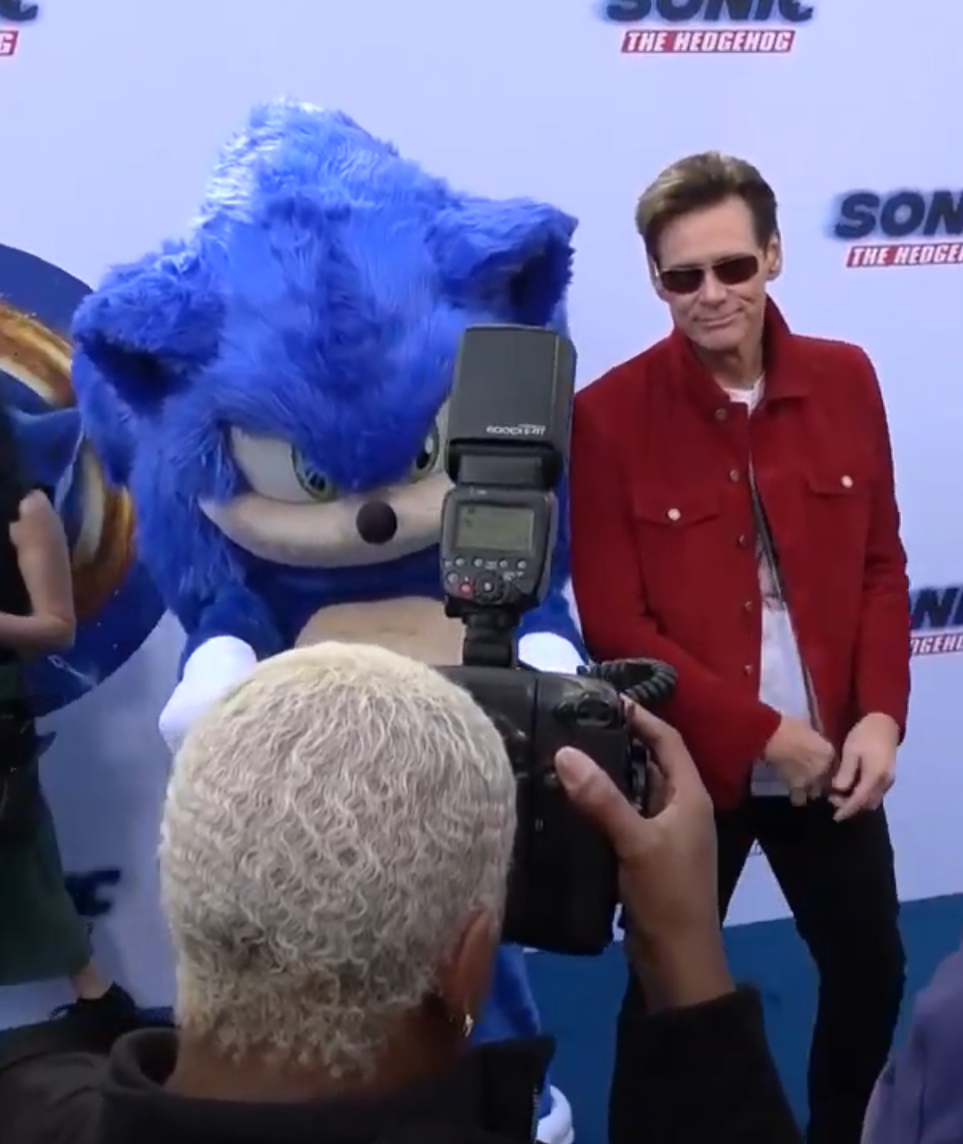
Carrey a film premierjén 2020-ban

### Sonic első kinézete
A 2019. május 1-jén megjelent első előzetes fogadtatása meglehetősen gyenge volt világszerte. Sok negatív kritika érkezett Sonic kinézetére, többségében a közösségi médián keresztül. Emiatt közölte Jeff Fowler rendező a Twitteren, hogy átszabják Sonic kinézetét. A film premierjét is elhalasztották 2020. február 14-re.
2019. november 12-én, mintegy öt hónapnyi tervezés és további ötmillió(?) dollár után kijött egy új, második előzetes Sonic új dizájnjával. Az új kinézetet Tyson Hesse készítette, aki a Sonic Mania átvezetőiért és a Sonic Mania Adventures animációs websorozatért felelős. Az eredeti előzetest azóta törölte a Paramount hivatalos YouTube-csatornája.

## Szereposztás
2018. május 29-én arról számoltak be, hogy Paul Rudd fogja játszani a főszereplő Tomot, aki egy rendőr és összebarátkozik Sonic-kal, hogy együtt győzzék le Dr. Robotnyikot, ám ezt később elvetették. Egy nappal később bejelentették, hogy a James Marsden is szerepet játszik, ő alakítja Tom Wachowski seriffet. 2018 júniusában Tika Sumpter csatlakozott a stábhoz. Jim Carrey kapta a gazember, dr. Robotnyik szerepét. 2018 augusztusában Ben Schwartz csatlakozott, mint Sonic hangja. Néhány nappal később Adam Pally és Neal McDonough csatlakoztak a szereplők köreihez. Debs Howard és Elfina Luk novemberben csatlakoztak a stábhoz. Riff Raff nem nyilvánosságra hozott szerepben szerepelt, a jelenetét kivágták a filmből.

## Folytatás
2020. május 28-án megerősítették, hogy a Sonic, a sündisznó folytatást kap. A filmet várhatóan 2022. április 8-án mutatják be a mozikban. 2021. február 10-kén megerősítették a folytatás hivatalos címét, Sonic the Hedgehog 2 (magyarul: Sonic, a sündisznó 2) a neve. A rendező Jeff Fowler megerősítette hogy elkezdődött a film forgatása. Június 25-kén a rendező megerősítette hogy a film forgatása befejeződött és kezdetét veszi a CGI munka. Augusztus 10-kén meglett erősítve hogy Idris Elba fogja szinkronizálni Knuckles-t.